# Raja Gosnell
Raja Gosnell (* 9. prosince 1958, Los Angeles, USA) je americký režisér, který se věnuje zejména tvorbě rodinných filmů. Na vzniku některých snímků se podílel jako střihač.
Gosnell začínal jako řidič společnosti Lions Gate Films a režiséra Roberta Altmana. Poté pracoval jako asistent střihu, v roce 1984 samostatně sestříhal svůj první film. Poté, co se na začátku 90. let věnoval střihu prvních dvou dílů filmu Sám doma, se v roce 1997 poprvé dostal k režii v jeho třetím pokračování.

## Filmografie

### Režie
- Sám doma 3 (1997)
- Nepolíbená (1999)
- Agent v sukni (2000)
- Scooby-Doo (2002)
- Scooby-Doo 2 (2004)
- Tvoje, moje a naše (2005)
- Čivava z Beverly Hills (2008)
- Šmoulové (2011)
- Šmoulové 2 (2013)

### Střih (výběr)
- Průvodce osamělého muže (1984)
- Sám doma (1990)
- Pretty Woman (1990)
- Sám doma 2 (1992)
- Mrs. Doubtfire (1993)